# Alain Borer
Pour les articles homonymes, voir Borer (homonymie).
Alain Borer est né le 6 novembre 1949 à Luxeuil-les-Bains, Haute-Saône. Il est poète, écrivain-voyageur, romancier, dramaturge, critique d'art, spécialiste d'Arthur Rimbaud, essayiste, professeur d’enseignement artistique à l’École supérieure des Beaux-Arts de Tours-Angers-LeMans jusqu'en 2014, professeur invité en littérature française à Los Angeles (université de Californie du Sud) depuis 2005. Alain Borer est également président national du Printemps des poètes de 2001 à 2024 puis président du comité d'honneur, président du Grand prix de poésie Robert Ganzo (Fondation de France), président de l’Association internationale des Amis de Rimbaud ; il anime un atelier de poésie NRF chez Gallimard. Alain Borer réside à Paris, à Los Angeles et à Chaumussay (Touraine du sud).

## Biographie
Alain Borer, né le 6 novembre 1949 à Luxeuil-les-Bains (Haute-Saône), fait ses études à Genève à l'Institut Florimont où il dirige le journal d’étudiants Le Bateau ivre. En 1970, alors qu'il est en hypokhâgne à Nancy où il publie à nouveau une revue d’étudiants, paraît son premier recueil de poèmes, Fi, chez Parisod, à Lausanne. À Paris où il poursuit ses études en khâgne au Lycée Henri-IV, il invite Denis Roche et les poètes de Tel Quel, dont il fait le sujet d'un mémoire qu'il soutient à Paris VII, sous la direction de Julia Kristeva,. En 1976, il part sur les traces de Rimbaud en Éthiopie pour le film Le Voleur de feu  de Charles Brabant, avec Léo Ferré, diffusé sur TF1 en 1978, et réalise un Rimbaud en cassettes Radio France, avec des lectures de Laurent Terzieff,.
Chauffeur de maître pour achever ses études (Souvenirs d'un chauffeur de maître dans Les Temps modernes, mai 1978), il entre à l'école des Beaux-Arts de Tours en 1979 comme professeur d'enseignement artistique (parmi ses collègues les peintres Pierre Antoniucci, Christian Henry, le sculpteur Peter Briggs, etc. ; parmi leurs élèves : Bernard Calet, Ben l'Oncle Soul, Richard Fauguet, Françoise Manceau, Laurent Mauvignier, François Pagé, etc.).
Ayant réuni ce qu’il appelle une « rimbaldothèque » exhaustive (toutes publications de 1870 à 2000), Alain Borer a exploré toutes les traces d’Arthur Rimbaud, de Charleville à Java, de Marseille à Londres ou Stockholm, de Harderwijk à Harar et de Chypre au Yémen (il recherche la maison de Rimbaud à Aden de 1990 à 1996), tous les lieux de ce qu’il appelle la « Rimbaldie";  rencontré les derniers témoins (Émilie Tessier Rimbaud à Vouziers, la mémoire orale en Éthiopie), la plupart des Rimbaldiens (d’Étiemble à Bob Dylan) ; travaillé notamment avec Allen Ginsberg, Philippe Soupault, Ernest Pignon Ernest, Hugo Pratt, Bruno Sermonne, etc.
Sa traduction du Rimbaud d’Enid Starkie (Flammarion, 1981) rencontre le succès  ; puis en automne 1984 paraissent simultanément deux livres, Rimbaud en Abyssinie (éditions du Seuil, collection Fiction & Cie) et Un sieur Rimbaud, se disant négociant avec Philippe Soupault (Lachenal & Ritter éditeur, Prix Bordin de l'Académie française 1985),. En 1986, Alain Borer publie un Adieu à Rimbaud, puis en 1991, Rimbaud l'heure de la fuite, illustré par Hugo Pratt, et il développe sa démonstration de l'unité de l'œuvre et de la vie d'Arthur Rimbaud dans l’Œuvre-vie, l’édition du centenaire, qui édite chronologiquement « rien que Rimbaud mais tout Rimbaud »,. Le travail accompli, et la démarche, sont abondamment salués par la critique, telle celle du Monde : Lecteur méticuleux, biographe incollable, esprit bondissant, [Borer] a l'érudition effervescente, le trait foudroyant et, comme son modèle, la tête assez près du bonnet. Avec lui, les lieux, les voyages, les poèmes et les lettres se décodent mutuellement et simultanément. Il obéit d'emblée à l'injonction de René Char : " Il faut considérer Rimbaud dans la seule perspective de la poésie. Est-ce si scandaleux ? Son oeuvre et sa vie se découvrent d'une cohérence sans égale."  Édition de longue haleine ayant mobilisé de nombreux collaborateurs, elle est néanmoins critiquée par un spécialiste de la poésie française du XIXe siècle, Steve Murphy, qui la juge "effectuée de manière hâtive et sans discernement". D'autre part, le professeur André Guyaux, pour sa nouvelle édition des Œuvres complètes dans la Bibliothèque de la Pléiade, ne reprendra pas le choix de Borer de placer Une Saison en enfer après Les Illuminations.
À partir de 1991, parmi d'autres nombreux ouvrages, Alain Borer publie un roman (Koba, prix Joseph-Kessel 2003), une pièce de théâtre (Icare, prix Apollinaire 2008), un essai sur Beuys (catalogue du Centre Pompidou), et toujours des poèmes, dans trois registres différents (en allées cosmiques lyriques, livres pataphysiques, et ce qu’il appelle « noèmes »). Cette puissance créatrice et l'étendue de sa curiosité suscitent parfois l'étonnement, souvent l'admiration, à l'image de celle de l'historien d'art et critique Marc Dachy : "Le succès international de Rimbaud en Abyssinie [aux États-Unis dans la traduction de Rosmary Waldrop, William Morrow, New York, 1991] a fait oublier que nous avons un écrivain complet de grande envergure, l’un des plus doués de sa génération, dont l’œuvre, parfois confidentielle et dispersée dans d’innombrables revues, ne peut être encore perçue dans sa totalité, mais dont l’écriture, toujours incandescente et inspirée, révèle avec érudition et passion, fantaisie et humour, des avancées profondes et novatrices".
Écrivain-voyageur, signataire du manifeste littérature monde de Saint-Malo, Alain Borer accomplit en 2005 à l’invitation d’Édouard Glissant un voyage dans les mers du Sud (des Gambiers jusqu’à l’archipel des Tuamotus) dont il rapporte Le Ciel & la carte, carnet de voyage dans les mers du Sud à bord de La Boudeuse, qui reçoit cinq prix littéraires.
Alain Borer a donné de nombreuses lectures et conférences. Une partie de son œuvre apparaît disséminée en de nombreuses préfaces, essais littéraires en revues, écrits sur l’art en catalogues (Pierre Antoniucci, Barry Flanagan, Vivien Isnard, Henri Maccheroni, Volti...), et poèmes en livres et revues multiples, ainsi qu’en émissions de radio sur France Culture (Germain Nouveau, Agenda Dada, Corrida Dada...). Il prend part au club Phares et balises de Régis Debray en 1995 ; il participe aux Cahiers de Zanzibar puis au Groupe Actéon, « hors de tout commerce », avec André Velter et Zéno Bianu. Depuis 2014, il s’est engagé dans un combat pour la langue française avec son essai De quel amour blessée, réflexions sur la langue française (grand prix Deluen de l’Académie française, 2014, prix Mauriac 2016), qui a donné lieu à de nombreuses conférences et interventions dans la presse,.
En 2021, dans la collection Tracts chez Gallimard, Borer publie un pamphlet contre l'usage de tous les anglicismes dans la langue française, Speak White. Il est salué aussi bien par Le Figaro ou par le critique conservateur André Bercoff sur la radio Sud Radio que par Le Monde diplomatique  ou Laurence Cossé dans La Croix. Dans son bloc-notes du magazine Sept, l'écrivain Olivier Weber écrit à son propos : "Un livre audacieux, d’une grande érudition et salutaire à l’heure où les langues disparaissent ou se délabrent, ce qui revient au même" . Le livre est toutefois critiqué par Les Linguistes atterrées.

## Œuvres littéraires

### Récits de voyage
- Le ciel & la carte, carnet de voyage dans les mers du Sud à bord de La Boudeuse, Seuil, 2010, Prix Pierre Mac Orlan 2011, Prix Mémoires de la mer 2011, Prix Polynésie 2012, Joseph Conrad Award 2012, Prix Genevoix de l'Académie française 2012
- Carnets de Sarajevo, Gallimard, 2002
- Drames tranquilles à Tabou, Editions Michalon, 1995
- Trois jours aux anges, Phébus, 1989
- Souvenirs d'un chauffeur de maître, Les Temps modernes, 1978

### Roman
- Koba, Éditions du Seuil, « Fiction & Cie », 2002, Prix Kessel 2003

### Théâtre
- Icare & I don't, Seuil, 2007, Prix Apollinaire 2008
- Paul des oiseaux, alugraphies de Pierre Anoniucci, Tours, CCC/Metz, Editions Voix, 1985
- Le Chant du Rien visible, Paris, Fourbis, 1991
- Richard Mille, Le Cercle d'Art, 2005

### Essais sur Rimbaud
- Rimbaud en Abyssinie, Seuil, "Fictions & Cie", 1984, 1991, Points-Seuil, 2004, 2013, 2021
- Un sieur Rimbaud, se disant négociant, avec Philippe Soupault, Lachenal & Ritter, 1984, Prix Bordin de l'Académie française 1985; réédition sous le titre La Terre et les pierres, Le Livre de Poche, Hachette, 1989
- Rimbaud d'Arabie, Seuil, "Fiction & Cie", 1991
- Arthur Rimbaud, le lieu et la formule, Mercure de France, 1999
- Rimbaud, l’heure de la fuite, générique de Hugo Pratt, Gallimard, 1991, 2001
- "Rimbaud d'Orange" : de Charleville à Java, Jean Degives et Frans Suasso, Hilversum, Radio Pays-Bas Internationale, 1991
- Je me ressouviens, Institut du Monde Arabe, Comédie française, FNAC, 1991
- Arthur Rimbaud, Œuvre-vie, Edition du centenaire (dir.), Arléa, 1991
- « Nothing de Rimbe », Ernest Pignon-Ernest, Area, 1986, réédition La Nuée bleue, 1991
- Rimbaud multiple (dir.) colloque de Cerisy, Gourdon, Dominique Bedou et Jean Touzot éditeurs, 1986
- Rimbaud, d'Enid Starkie, traduction, préface et notes, Flammarion, 1982, réédition 1989
- Bérénice, spécial Rimbaud, Rome, 1980
- Bouts rimés d'Arthur Rimbaud, Muro Torto, Rome, Villa Medicis, 1980

### Essais sur l’art
- Christian Jaccard, l'Art en fusion, catalogue exposition Christian Jaccard, une collection, Musée Fabre Montpellier, 2023
- Le Reste à voir. Essais sur l'art contemporain, sous presse à l'Atelier contemporain
- Villeglé l'anarchiviste, Gallimard, 2020
- Martin Muller or the Talking Picture, Arkansas Art Center, 2017
- Chambord, Monum, 2006
- Hugo Pratt - Ethiopie, la trace du scorpion, Casterman, 2005
- La coupabilité de Saint Martin : La légende de saint Martin au XIXe, Peintures et dessins, Paris et Tours, Somogy Editions d'art, Musée des Beaux-Arts de Tours, 1997
- Aleph ou le bœuf sous la langue, essai sur Georges Badin, Shakespeare & Cie, Paris, 1976
- Le rêve du Chacmol, essai sur Olivier Seguin, Société d'édition du Val de Loire, 1995
- Déploration de Joseph Beuys, éditions du Centre Pompidou, Paris, 1994; Bibliothèque des arts, Lausanne, 2001; réédition augmentée de l'Atelier contemporain, 2021
- Albrecht Dürer, L'Oeuvre graphique, H.& Bouret, 1980; Booking, 1994; réédition augmentée l'Atelier contemporain, 2021

### Essais sur la langue française
- "Speak white!", pourquoi renoncer au bonheur de parler français? Tract Gallimard, 2021
- De quel amour blessée, réflexions sur la langue française, Gallimard, 2014, prix François Mauriac 2015, grand prix Deluen de l'Académie française 2015
- Sauve qui peut la langue française : Défense et illustration de la langue française aujourd'hui, Gallimard, 2013

### Essais littéraires
- Traité du noème, États Provisoires du Poème XI, TNP/Cheyne, 2010.
- L’ennemitié, dans L’Armistice, Gallimard, 2018

### Poésie
- L'Etre à gué, à paraître
- Tout tombe, Dumerchez, 2023, couverture de Pierre Antoniucci et de Valère Novarina
- L'Ange d'être ici, noèmes dits et vus, leporello, Crac, Genève, 2023
- Connaissements, vélopoème et leporello, Crac, Genève, 2022
- Le jet d'eau, variations, Crac, Genève, 2021
- Rien n'est loin, noèmes dits et vus, leporello, Crac, Genève 2020
- Les heures inconnues, noèmes dits et vus, leporello, Crac, Genève, 2019
- Ecritures du ciel, noèmes dits et vus, leporello, Crac, Genève, 2018
- Epactes, dessin de Marie-Dominique Kessler, Crac, Genève, 2018
- Séléniques, dessin de Marie-Dominique Kessler, Crac, Genève, 2017
- Départs de feu, dessin de Marie-Dominique Kessler, Le Livre Pauvre, Tours, 2012
- Terres assourdies, gouaches de Jacques Vimard, 2007
- Loups plats, illustré par Pierre Antoniucci, Georges Badin, Peter Briggs, Alain Gauvin, Christian Jaccard, Jacques Vimard, Pierre Zanzucchi, Rencontre, 2006
- Analectes, bijoux touaregs de Kaïdin, 2005-2007
- Carte mère, noèmes, Vice-versa, 2002
- Jeil, noèmes, interventions de Pierre Zanzucchi, L’Échelle, Hôtel Beury, 2000; nouvelle édition Rencontre, 2002
- Pour l'amour du ciel, CD Radio France, 1997
- Le livre de repousser Apopis, noèmes, frontispice de Pierre Antoniucci, La Main Courante, 1995
- Epactes, noèmes, gouaches de Jacques Vimard, Biren, 1995
- Départs arrêtés, aquarelles de Jean-Claude Vignes, Aréa, 1995
- Les Très Riches Heures de Chuck Berry, photomontages de Joël Hubaut, Éditions de la C.R.E.M., 1991
- Zone bleue, La Chevelure de Bérénice; Le Nuage de Magellan, extrait III, dessin de Barbara Thaden, Lachenal & Ritter, 1984
- Le Nuage de Magellan, I, gouaches de Georges Badin, Musée d'art moderne de Céret, 1980; Le Nuage de Magellan, II, collage de Peter Briggs, Bruxelles, Bibliothèque Phantomas, 1983
- Le métier à citer, Ecbolade, Béthune, 1976; original complet à Modernism, San Francisco, outil de Christian Jaccard, Modernism, s.d.
- Venusberg, précédé d'un rêve de Michel Butor, couverture de Jean-Luc Parant, linogravure de Gauvin, Béthune, Ecbolade 1976; réédition 1983, dessins de Vivien Isnard
- Alexandrins oraux, fortuits et privés, Encres vives, 1975; nouvelle éd. augmentée, lithographie d'Erro, Graphium, Montpellier, 1980
- Bestiaire, La Louvière (Belgique), Daily-Bul, coll. «Les Poquettes volantes», 1979
- François Coupé, SAFC-Encres Vives, 1973
- Tous les copeaux de la pirogue, Génération / A telle enseigne, 1972
- Fi, Parisod, Lausanne, préface de Michel Vachey, 1971
- Fables à pontes de cuivre, Encres Vives, 1970
- Hé, dites!, le Plateau, 1969, et supplément Encres Vives, 1970

### Anthologies
- Phantomas 152-157, "France", Bruxelles, juin 1978
- Partances, petite anthologie de voyage, Aéroport de Paris, 2001

### Audiovisuel
- Pour l'amour du ciel, CD Les Poétiques de France-Culture,  Radio France, 1996
- L'Heure de la fuite, conférence d'Aden, Paris, Les Productions de La Lanterne, 1990
- Le Voleur de feu, réal. Charles Brabant. avec Léo Ferré, TF1, 1978, 1986; CD Premium, 2011
- Arthur Rimbaud, raconté par Alain Borer. textes lus par Laurent Terzieff, cassettes Radio France, 1978 et 1989
- Paul Verlaine, raconté par Alain Borer. cassettes Radio France, 1979
- Sur les terrasses de Rimbaud. film de Saad Salman, Paris, Les Productions de La Lanterne, 1990

## Expositions
- Six peintres, six portes, Paris, 121 rue de l’Ouest, mai-juin 1983
- Le Reste à voir, L’Échelle, Hôtel Beury, 2006
- La Sanglinière, photographies, Château de Tours, 2007 [38],[39]; Genève, Andata.Ritorno, 2013
- Les Mâts à mots, (Rabelais de Seuilly à La Devinière), 2013
- La Beauté, calendrier, 2014

## Prix
- Prix Bordin de l'Académie française 1985
- Prix Kessel 2003
- Prix Edouard-Glissant 2005 pour l'ensemble de son œuvre
- Prix Apollinaire 2008
- Prix Mémoires de la mer 2011
- Prix Pierre Mac Orlan 2011
- Prix Maurice Genevoix de l'Académie française 2012
- Prix Polynésie 2012
- Joseph Conrad Award 2012
- Prix François Mauriac 2015
- Grand prix Deluen de l'Académie française 2015

## Fonctions et titres
- Président de l'Association internationale des Amis de Rimbaud
- Président national du Printemps des Poètes (2001-2024) puis président du comité d'honneur
- Président du Grand prix de poésie Robert Ganzo (Fondation de France), fondateur des prix Ganzo Découverte, Ganzo Révélation, Ganzo Traduction, Ganzo Poète traducteur et l'Orénoque, prix spécial du jury Robert Ganzo
- Juré du prix Pierre Mac Orlan
- Juré du prix Andrée Chedid
- Juré du prix Nicolas Bouvier (2007-2010)
- Fondateur du prix Omar Kayamm aux Journées du livre et du vin à Saumur (2008-2013)
- Commandeur des Arts & lettres, 2022

## Pour approfondir